# 1987-es wimbledoni teniszbajnokság
Az 1987-es wimbledoni teniszbajnokság az év harmadik Grand Slam-tornája, a wimbledoni teniszbajnokság 101. kiadása volt, amelyet június 22–július 5. rendeztek meg. A férfiaknál az ausztrál Pat Cash, nőknél az amerikai Martina Navratilova nyert.

## Döntők

### Férfi egyes
Pat Cash -  Ivan Lendl, 7-6(5), 6-2, 7-5

### Női egyes
Martina Navratilova -  Steffi Graf, 7-5, 6-3

### Férfi páros
Ken Flach /  Robert Seguso -  Sergio Casal /  Emilio Sánchez, 3-6, 6-7(6), 7-6(3), 6-1, 6-4

### Női páros
Claudia Kohde-Kilsch /  Helena Suková -  Betsy Nagelsen /  Elizabeth Smylie, 7-5, 7-5

### Vegyes páros
Jeremy Bates /  Jo Durie -  Darren Cahill /  Nicole Provis, 7-6(10), 6-3

## Juniorok

### Fiú egyéni
Diego Nargiso –  Jason Stoltenberg 7–6(6), 6–4

### Lány egyéni
Natallja Zverava –  Julie Halard 6–4, 6–4

### Boys' Doubles
Jason Stoltenberg /  Todd Woodbridge –  Diego Nargiso /  Eugenio Rossi 6–3, 7–6(2)

### Girls' Doubles
Natalja Medvegyeva /  Natallja Zverava –  Il-Soon Kim /  Paulette Moreno 6–2, 5–7, 6–0